# Der Moloch (Roman)

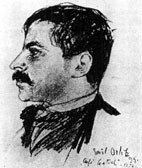
Jakob Wassermann (* 1873, † 1934)

Der Moloch ist ein negativer Bildungsroman von Jakob Wassermann, der Ende 1902 bei S. Fischer in Berlin erschien. Der Text war im selben Jahr komplett in S. Fischers „Neuer Rundschau“ vorabgedruckt worden. 
Der Moloch ist das Wien – genauer, die an der Börse spekulierende Wiener Hautevolee – der Kaiserzeit. Der junge Arnold Ansorge geht in der menschenverschlingenden Donaumetropole seinen Weg. Der führt allerdings ins Verderben. Der „Gerechtigkeitssucher“ Arnold scheitert an seiner Geradheit; an seiner unbedingten Wahrheitsliebe.

## Inhalt
Der fünfjährige Halbwaise Arnold Ansorge wird auf dem Ansorge-Hof in Podolin/Mähren von der alten Dienerin Ursula Kämmerer aufgezogen. Arnolds Mutter, die couragierte Frau Ansorge, lässt den heruntergekommenen Hof in Schuss bringen. Der Vater hatte zu Lebzeiten ein großes Kohlewerk in Ostrau besessen. Nach dessen Tode hatte die nun begüterte Witwe jenen abgelegenen Hof als neuen Wohnsitz gewählt. Arnold wird – herangewachsen – durch die Vermittlung Onkel Friedrichs von der Militärpflicht befreit. Der zirka 45-jährige Anwalt Dr. Friedrich Borromeo, ein Bruder der Frau Ansorge, hatte die Befreiung vom Dienst erwirkt. Der junge Arnold ist nicht nur mit dem Podoliner Lehrer Maxim Specht bekannt. Auch im Gut der Agnes Hanka geht er ein und aus. Agnes wird von ihrem Bruder Dr. jur. Alexander Hanka in Erbschaftsangelegenheiten aufgesucht. Doch hauptsächlich gilt das Interesse des Besuchers aus Wien der bei Agnes lebenden jungen Beate. Alexander hatte das Mädchen erzogen. Allerdings weiß er anscheinend nicht von dem Verhältnis Beates zu Lehrer Specht. Alexander korrespondiert von Podolin aus mit seiner Wiener Freundin Natalie Osterburg. Die 32-jährige Frau – Mutter von zwei Kindern – ist mit dem an der Börse glücklos spekulierenden Martin Osterburg verheiratet. Natalie verbreitet in Wien die Kunde von Alexanders Eheschließung mit der wesentlich jüngeren Beate.
Nach dem Tode der Mutter ist Arnold im Besitz eines Vermögens von einer dreiviertel Million Gulden. Auf der Suche nach einer angemessenen Aufgabe kehrt er dem Dorf den Rücken und begibt sich nach Wien. Zunächst will Arnold die 13-jährige Podoliner Jüdin Jutta Elasser aus dem polnischen Kloster in Tarnobrzeg befreien. Die Felizianerinnen wollen möglichst viele Judenkinder taufen. Arnold kümmert sich in der Residenz nur am Rande um den Fall. Er ist auch nicht lösbar, denn die Macht des kaiserlichen Beamtenapparates pralle vor Klostermauern ab, wird ministeriell beteuert. Also ist die Angelegenheit für Arnold erledigt. Er überweist Juttas Vater, einem Hausierer in Podolin, noch als abschließende Geste hundert Gulden per Post.
Langeweile hat Arnold nie. Zunächst lebt er sich in die Wiener Kreise ein. Auf Abendgesellschaften löst sein bäurisch-täppisches Betragen rundum Heiterkeit aus. Die Wiener Gecken werden jedoch von dem frischen jungen „Waldmenschen“, der stets die unliebsame Wahrheit benennt, mehrfach verblüfft. Bevor er sich komfortabel einrichtet, kommt Arnold zunächst bei Onkel Friedrich unter. Dessen Gattin, die 30-jährige Anna Borromeo, leiht sich von dem reichen Neffen zehntausend Gulden – angeblich zur Begleichung einer Börsenschuld. Lehrer Specht, inzwischen in Wien zum Redakteur eines Regierungsblattes avanciert, borgt sich bei Arnold achthundert Gulden. Der Bekanntenkreis des jungen Waldmenschen vergrößert sich beständig. Natalie Osterburgs Schwester Petra König ist mit Emmerich Hyrtl verlobt. Hyrtl macht Arnold mit der jungen russischen Medizinstudentin Verena Hoffmann bekannt. Verena wird von dem reichen Gutsbesitzer Tetzner ausgehalten. Eine zarte Liebesbeziehung bahnt sich zwischen Verena und Arnold an. Nicht nur das. Als er endlich die junge Frau besitzt und sie heiraten möchte, ergreift die Schöne zusammen mit Tetzner die Flucht.
Alexander Hanka und Arnold sind längst Freunde. Arnold verscherzt sich diese Freundschaft, als er Alexander eine Beobachtung mitteilt. Beate Hanka ist rückfällig geworden. Sie gibt sich auch in Wien mit Lehrer Specht ab. Während dieser Offenbarung gräbt Arnold gleich noch eine verjährte Geschichte aus. Beate hatte in Podolin ein Verhältnis mit einem Oberknecht gehabt. Nachdem auch noch Beates Verhältnis mit dem Börsenmann Armin Pottgießer bekannt wird, jagt Alexander die Gattin aus dem Hause. Obwohl Alexander den Großteil seines Vermögens an der Börse verspekuliert hat, nimmt er Arnolds finanzielles Hilfsangebot nicht an. Arnold spekuliert erfolgreicher als sein ehemaliger Freund Alexander.
Natalie Osterburg luchst Arnold dreitausend Gulden ab. Angeblich will sie Schulden ihres Gatten begleichen.
Arnold macht Ernst. Mit Unterstützung des späteren Statthaltereibeamten Ludwig Wolmut erlangt er die Hochschulreife und belegt an der Wiener Universität Jurisprudenz und Philosophie.
Die lebenshungrige Anna Borromeo entdeckt den jungen Neffen als Mann für sich. Das drängende Liebesverlangen wird von Arnold mit Verve erwidert. Das neue Liebespaar nutzt die erstbeste Gelegenheit und wird in dem Schäferstündchen von Friedrich Borromeo in flagranti ertappt. Friedrich verwindet das Unfassbare nicht. Auf Arnolds Anraten zur Schwester Agnes nach Podolin geschickt, verliert er den Verstand. Arnold aber kann in Wien die nun störungsfreie Zweisamkeit mit der Geliebten Anna nicht genießen, sondern bereut. Seine zwei besten Freunde – Alexander und Friedrich – hat er durch eigenes Verschulden verloren. Er folgt dem Onkel ins heimatliche Podolin und erschießt sich. Zuvor verfügt er schriftlich, die Erben seines beträchtlichen Vermögens werden die alte Dienerin Ursula und der treue Freund Wolmut.

## Selbstzeugnis
Anlässlich der Überarbeitung im Jahr 1908 schrieb Wassermann: „Ich erstaune täglich wie schlecht das Buch ist... Ein Augiasstall von Details. Sehr schwer, da etwas gut zu machen.“

## Form und Interpretation
Zwar ist Jakob Wassermann im Jahr 1902 kein Anfänger mehr, doch eine Formschwäche fällt ins Auge. Während der sechzig – teilweise recht kurzen – Kapitel wird bis fast zum Romanschluss munter eine neue Figur nach der anderen eingeführt. Der Leser wird somit andauernd mit der Beantwortung der Frage beschäftigt: Wird sich die aktuelle neue Figur als halbwegs relevant entpuppen? Meist ist die Antwort nein. Gegenüber diesem auf die Dauer ziemlich nervtötenden Makel erscheinen vereinzelte Ungeschicklichkeiten geradezu als verzeihlich. Wassermann überlässt manchmal die Wertung nicht dem Leser. Zum Beispiel schreibt er über jene „nichtigen Menschen“. Beate sei eine „kleine Seele“; ein „lügnerisches Weib“.
Nicht nur der Protagonist Arnold darf denken, sondern auch Nebenfiguren wie zum Beispiel Natalie.
Über manches Wassermannsche Statement könnte der Leser lange tief nachdenken: „Im Schweigen liegt oft die aufdringlichste Mitteilung.“

## Rezeption
- Der Autor thematisiere „Recht und Gerechtigkeit“ sowie das Schuldigwerden nach dem Sagen brisanter Wahrheit, die besser verschwiegen werden sollte.[11]
- Das Werk, nach Koester „ein merkwürdiges erzählerisches Ungetüm“, habe sich bei seinem Erscheinen nicht als Verkaufsschlager erwiesen.[12] Wassermanns Auftritt als Moralist sei misslungen.[13]

### Vorabdruck
- Der Moloch. Neue Deutsche Rundschau, Jahrgang 1902. 2 Bände. S. 342 – 372, 468 - 495, 582 – 614, 683 – 727, 793 – 831 und 929 – 956.

### Verwendete Ausgabe
- Der Moloch. Roman Salzwasser Verlag, Paderborn 2011, ISBN 978-3-943185-53-9

### Sekundärliteratur
- Margarita Pazi in: Gunter E. Grimm, Frank Rainer Max (Hrsg.): Deutsche Dichter. Leben und Werk deutschsprachiger Autoren. Band 7: Vom Beginn bis zur Mitte des 20. Jahrhunderts. Reclam, Stuttgart 1989, ISBN 3-15-008617-5
- Rudolf Koester: Jakob Wassermann. Morgenbuch Verlag, Berlin 1996, ISBN 3-371-00384-1
- Peter Sprengel: Geschichte der deutschsprachigen Literatur 1900-1918. Von der Jahrhundertwende bis zum Ende des Ersten Weltkriegs. C. H. Beck, München 2004, ISBN 3-406-52178-9